# Zbigniew Bieliński (piłkarz)
Zbigniew Bieliński (ur. 17 listopada 1947, zm. 20 czerwca 2007) – piłkarz Arki Gdynia. 

## Życiorys
W jej barwach rozegrał 397 spotkań (15 sezonów), z czego 190 w I lidze, strzelił 10 bramek. Był obrońcą i wieloletnim kapitanem klubu. W 1973 w meczu z Zawiszą Bydgoszcz (2:1) zaliczył epizod w roli bramkarza, nie wpuszczając żadnej bramki. W 1979 zdobył z drużyną Puchar Polski, grał w polskiej kadrze juniorów.
Po zakończeniu kariery sprawował funkcję asystenta w Arce oraz trenera Nauty Gdynia. Pochowany na cmentarzu Witomińskim w Gdyni (kwatera 22-2-1f).

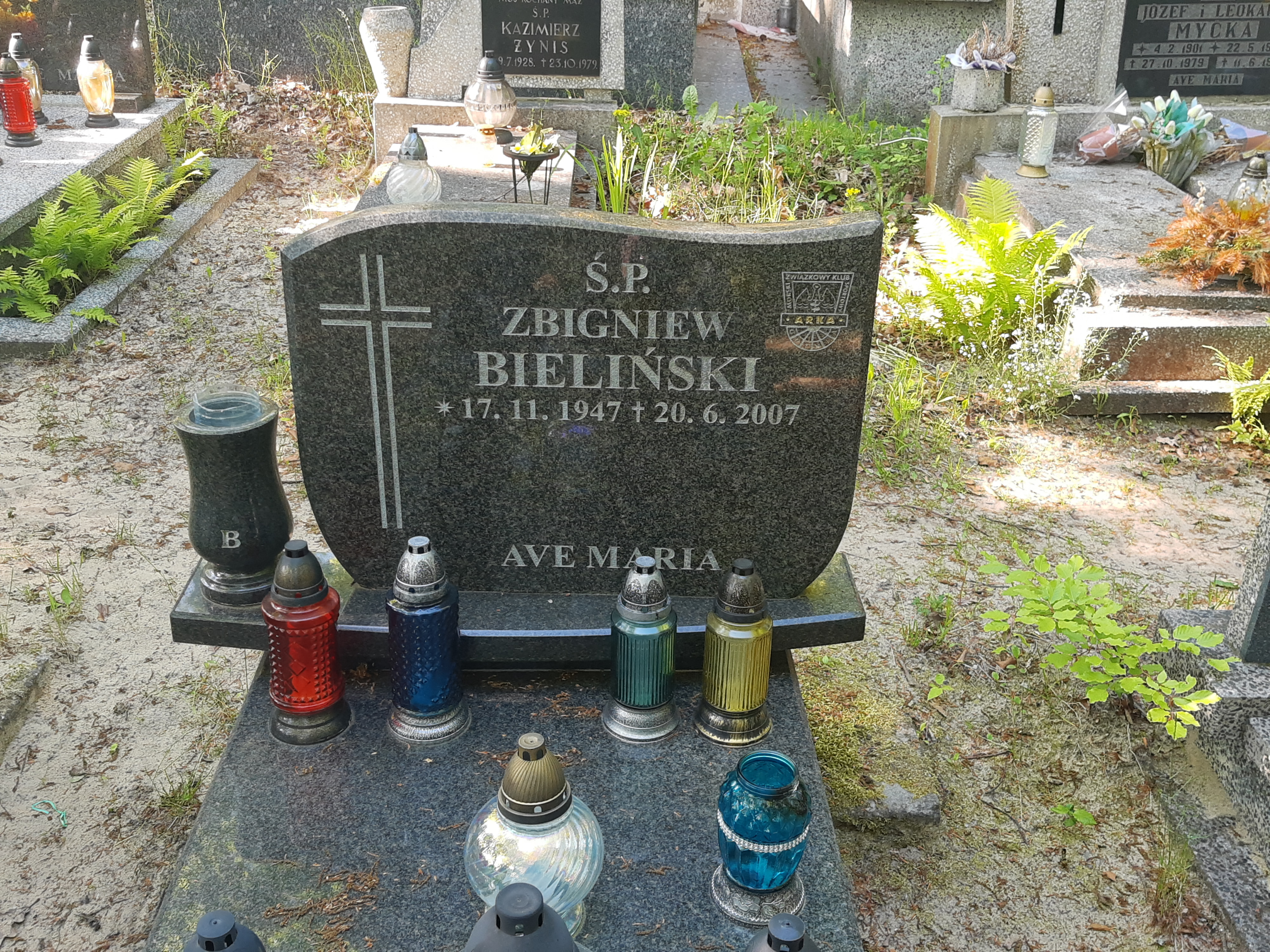
Grób Zbigniewa Bielińskiego na cmentarzu Witomińskim